# Награды Бурятии
Государственные награды Республики Бурятия — награды субъекта Российской Федерации, учреждённые Главой Республики Бурятия в соответствии с Законом Республики Бурятия от 13 июля 2009 года № 910-IV «О государственных наградах Республики Бурятия».
Награды учреждены в целях поощрения граждан за деятельность, направленную на обеспечение благополучия и повышение авторитета Республики Бурятия в Российской Федерации и за рубежом.
Государственные награды Республики Бурятия являются высшей формой поощрения и признания Республикой Бурятия особых заслуг граждан в области государственного, общественно-политического, социально-экономического и культурного развития республики.
В соответствии с Законом Государственными наградами Республики Бурятия являются:
- Почётное звание «Почётный гражданин Республики Бурятия»;
- орден «Трудовая доблесть»;
- медаль ордена «Трудовая доблесть»;
- медаль Агвана Доржиева;
- медаль «За верность родительскому долгу»;
- Почётные звания Республики Бурятия;
- Почётная грамота Республики Бурятия.

Также отдельными законодательными актами могут учреждаться юбилейные медали Республики Бурятия.

## Перечень наград

### Государственные награды
| Изображение награды                         | Наименование награды                                    | Дата учреждения     | Правила награждения | Источник |
| ------------------------------------------- | ------------------------------------------------------- | ------------------- | --- | --- |
| Нагрудный знак Почётного гражданина         | Почётное звание «Почётный гражданин Республики Бурятия» | 13 июля 2009 года   | Почётное звание «Почётный гражданин Республики Бурятия» является высшей формой общественного признания за особые заслуги перед Республикой Бурятия, способствующие повышению авторитета Республики Бурятия в Российской Федерации и за рубежом. Почётное звание может быть присвоено гражданам Российской Федерации: - за героический подвиг, совершенный во имя Республики Бурятия и её жителей; - за особые общепризнанные заслуги в области экономики, науки, культуры, искусства, спорта и иные заслуги во благо Республики Бурятия; - за выдающиеся открытия, соответствующие уровню передовых достижений в мире и способствующие социально-экономическому развитию Республики Бурятия. Гражданам, удостоенным почётного звания, Главой Республики или лицом, уполномоченным Главой, в торжественной обстановке вручается удостоверение и нагрудный знак установленного образца. Фамилии почётных граждан заносятся в Книгу почётных граждан Республики Бурятия. Почётным гражданам Республики Бурятия предоставляются права и льготы предусмотренные Законом. | Закон Республики Бурятия от 13 июля 2009 года № 910-IV «О государственных наградах республики Бурятия»                                                        |
|                                             | Орден «Трудовая доблесть»                               | 13 июля 2009 года   | Орденом «Трудовая доблесть» награждаются граждане Российской Федерации за особо выдающиеся заслуги по обеспечению благополучия и роста благосостояния населения Республики Бурятия, развитию экономики, сельского хозяйства, производства, промышленности, науки, техники, культуры, искусства, воспитания и образования, охране здоровья, охране окружающей среды, обеспечению экологической безопасности, законности, правопорядка и общественной безопасности, за плодотворную общественную и благотворительную деятельность в Республике Бурятия. Лицо, представляемое к награждению орденом, должно быть награждено в установленном порядке медалью ордена «Трудовая доблесть». Награждённым вручается орден «Трудовая доблесть» и соответствующее удостоверение установленного образца. | Закон Республики Бурятия от 13 июля 2009 года № 910-IV «О государственных наградах республики Бурятия»                                                        |
|                                             | Знак отличия «Почётный наставник»                       | 14 июля 2020 года   | Знаком отличия «Почётный наставник» награждаются граждане Российской Федерации из числа высококвалифицированных работников промышленности и сельского хозяйства, туристской отрасли, транспорта, связи, иных видов экономической деятельности, инженерно-технических работников, государственных и муниципальных служащих, учителей, преподавателей и других работников образовательных организаций, врачей и других работников медицинских и фармацевтических организаций, работников культуры и деятелей искусства, работников сферы строительства и жилищно-коммунального хозяйства, архитектуры и градостроительства, выполняющих функции наставника на протяжении не менее трех лет в Республике Бурятия, за личные заслуги: - в содействии молодым рабочим и специалистам в успешном овладении ими профессиональными знаниями, практическими навыками и умениями; - в оказании постоянной и эффективной помощи молодым рабочим и специалистам в совершенствовании форм и методов работы; - в деятельности по воспитанию молодых рабочих и специалистов, повышению их общественной активности и формированию гражданской позиции. | Закон Республики Бурятия от 14 июля 2020 года № 1067-VI «О внесении изменений в Закон Республики Бурятия "О государственных наградах Республики Бурятия"»     |
|                                             | Медаль ордена «Трудовая доблесть»                       | 13 июля 2009 года   | Медалью ордена «Трудовая доблесть» награждаются граждане Российской Федерации за заслуги перед Республикой Бурятия, связанные с трудовой деятельностью, за высокие достижения в сферах производства, экономического, социального и культурного развития Республики Бурятия, государственного и муниципального управления, развитие науки, законности, правопорядка и общественной безопасности и иные заслуги. Награждённым вручается медаль ордена «Трудовая доблесть» и соответствующее удостоверение установленного образца. | Закон Республики Бурятия от 13 июля 2009 года № 910-IV «О государственных наградах республики Бурятия»                                                        |
|                                             | Медаль «За заслуги перед Республикой Бурятия»           | 2 декабря 2015 года | Медалью «За заслуги перед Республикой Бурятия» награждаются граждане Российской Федерации, иностранные граждане, лица без гражданства за вклад в развитие экономики, науки, культуры, искусства и просвещения, в укрепление законности, охрану здоровья и жизни, защиту прав и свобод граждан, воспитание, развитие спорта, за значительный вклад в дело защиты и обеспечения безопасности, за активную благотворительную деятельность, укрепление дружбы народов, межнационального мира и согласия, повышение престижа и авторитета Республики Бурятия в Российской Федерации и за рубежом и иные заслуги перед Республикой Бурятия. Награждённым вручается медаль «За заслуги перед Республикой Бурятия» и соответствующее удостоверение установленного образца. | Указ Главы Республики Бурятия от 2 декабря 2015 года № 214 «Об учреждении медали «За заслуги перед Республикой Бурятия» –––                                   |
|                                             | Медаль Агвана Доржиева                                  | 13 июля 2009 года   | Медалью Агвана Доржиева награждаются граждане Российской Федерации, иностранные граждане и лица без гражданства за выдающиеся заслуги перед Республикой Бурятия по укреплению мира и дружественных отношений между народами, активную общественную и благотворительную деятельность. Награждённым вручается медаль Агвана Доржиева и соответствующее удостоверение установленного образца. | Закон Республики Бурятия от 13 июля 2009 года № 910-IV «О государственных наградах республики Бурятия»                                                        |
|                                             | Медаль «За верность родительскому долгу»                | 13 июля 2009 года   | Медалью «За верность родительскому долгу» награждаются родители (лица, их заменяющие), состоящие в браке, заключенном в органах записи актов гражданского состояния, либо в случае неполной семьи один из родителей (лицо, его заменяющее), воспитывающие (воспитавшие) семь и более детей, при достижении седьмым ребенком возраста трех лет (в том числе усыновленных, находящихся под опекой, попечительством, приемных, а также пасынков и падчериц). Награждение медалью осуществляется при наличии следующих условий: - достойный уровень содержания и воспитания детей; - существенный вклад в укрепление института семьи; - формирование и ведение здорового образа жизни членов семьи. При рассмотрении вопроса о награждении учитываются дети, погибшие и пропавшие без вести при защите Отечества или при исполнении иных обязанностей военной службы, либо при выполнении долга гражданина по спасению человеческой жизни, по охране законности и правопорядка, а также умершие вследствие ранения, контузии, увечья или заболевания, полученных при указанных обстоятельствах, либо вследствие трудового увечья или профессионального заболевания, либо умершие вследствие несчастных случаев, катастроф, стихийных бедствий в возрасте старше трех лет. Награждение медалью усыновителей, опекунов (попечителей), приёмных родителей производится при условии воспитания детей, находящихся на их попечении не менее трех лет. | Закон Республики Бурятия от 13 июля 2009 года № 910-IV «О государственных наградах республики Бурятия»                                                        |
|                                             | Медаль Алдара Цыденжапова                               | 14 июля 2020 года   | Медалью Алдара Цыденжапова награждаются граждане Российской Федерации за личное мужество и героизм, связанные со спасением людей, за смелые и решительные действия, совершенные при исполнении служебного и гражданского долга в условиях, сопряженных с риском для жизни и здоровья, за значительный вклад в патриотическое воспитание молодежи Республики Бурятия. Награжденным вручается медаль Алдара Цыденжапова и соответствующее удостоверение установленного образца. | Закон Республики Бурятия от 14 июля 2020 года № 1067-VI «О внесении изменений в Закон Республики Бурятия "О государственных наградах Республики Бурятия"»     |
|                                             | Медаль «По зову долга и сердца»                         | 14 июля 2020 года   | Медалью «По зову долга и сердца» награждаются граждане Российской Федерации, а также иностранные граждане и лица без гражданства за самоотверженный труд и значительный вклад в борьбу с пандемией на территории Республики Бурятия. Награжденным вручается медаль «По зову долга и сердца» и соответствующее удостоверение установленного образца. | Закон Республики Бурятия от 14 июля 2020 года № 1067-VI «О внесении изменений в Закон Республики Бурятия "О государственных наградах Республики Бурятия"» ––– |
| Образцы нагрудных знаков к Почётным званиям | Почётные звания Республики Бурятия                      | 13 июля 2009 года   | В Республике Бурятия Почётными званиями являются: - Народный артист Республики Бурятия; - Народный писатель Республики Бурятия; - Народный поэт Республики Бурятия; - Народный учитель Республики Бурятия; - Народный художник Республики Бурятия; - Заслуженный артист Республики Бурятия; - Заслуженный врач Республики Бурятия; - Заслуженный ветеринарный врач Республики Бурятия; - Заслуженный деятель искусств Республики Бурятия; - Заслуженный деятель науки Республики Бурятия; - Заслуженный работник агропромышленного комплекса Республики Бурятия; - Заслуженный инженер Республики Бурятия; - Заслуженный работник горнодобывающей промышленности Республики Бурятия; - Заслуженный работник жилищно-коммунального хозяйства Республики Бурятия; - Заслуженный работник здравоохранения Республики Бурятия; - Заслуженный работник культуры Республики Бурятия; - Заслуженный работник лесного хозяйства Республики Бурятия; - Заслуженный работник образования Республики Бурятия; - Заслуженный работник охраны природы Республики Бурятия; - Заслуженный работник правоохранительных органов Республики Бурятия; - Заслуженный работник связи Республики Бурятия; - Заслуженный работник социальной защиты населения Республики Бурятия; - Заслуженный работник сферы обслуживания Республики Бурятия; - Заслуженный работник торговли Республики Бурятия; - Заслуженный работник транспорта Республики Бурятия; - Заслуженный работник физической культуры Республики Бурятия; - Заслуженный строитель Республики Бурятия; - Заслуженный учитель Республики Бурятия; - Заслуженный художник Республики Бурятия; - Заслуженный экономист Республики Бурятия; - Заслуженный энергетик Республики Бурятия; - Заслуженный юрист Республики Бурятия. | Закон Республики Бурятия от 13 июля 2009 года № 910-IV «О государственных наградах республики Бурятия»                                                        |
|                                             | Почётная грамота Республики Бурятия                     | 13 июля 2009 года   | Почётной грамотой Республики Бурятия награждаются работающие граждане Российской Федерации, иностранные граждане и организации всех форм собственности за высокие достижения в экономике, науке, культуре, искусстве, защите Отечества, государственном строительстве, воспитании, просвещении, охране здоровья, жизни и прав граждан, в укреплении мира и дружбы между народами, благотворительной деятельности и иные заслуги перед республикой. Лицам, награждённым Почётной грамотой Республики Бурятия, вручается Почётная грамота Республики Бурятия установленного образца. | Закон Республики Бурятия от 13 июля 2009 года № 910-IV «О государственных наградах республики Бурятия»                                                        |

### Награды Народного Хурала
| Изображение награды | Наименование награды                                                                                          | Дата учреждения      | Правила награждения | Источник |
| ------------------- | --- | -------------------- | --- | --- |
|                     | Почётный знак «За заслуги в развитии парламентаризма и совершенствовании законодательства Республики Бурятия» | 28 февраля 2019 года | Почётный знак «За заслуги в развитии парламентаризма и совершенствовании законодательства Республики Бурятия» является ведомственным знаком отличия Народного Хурала Республики Бурятия. Почётным знаком могут быть награждены граждане Российской Федерации, внёсшие значительный вклад в развитие парламентаризма, совершенствование законодательства Республики Бурятия, гражданского общества, за многолетнюю плодотворную работу в Народном Хурале, а также иностранные граждане за вклад в развитие межпарламентских связей. К награждению Почётным знаком представляются граждане, награжденные Почётной грамотой Народного Хурала, но не ранее чем через два года после награждения. В течение календарного года по представлению Председателя Народного Хурала, заместителей Председателя Народного Хурала, комитетов Народного Хурала могут быть награждены не более 2 граждан (от каждого инициатора), по представлению Руководителя Аппарата Народного Хурала — не более 2 сотрудников Аппарата Народного Хурала. | Постановление Народного Хурала Республики Бурятия от 28 февраля 2019 года № 384-VI «О Почётном знаке "За заслуги в развитии парламентаризма и совершенствовании законодательства Республики Бурятия"» ––– |
|                     | Почётная грамота Народного Хурала Республики Бурятия                                                          | 12 марта 2003 года   | Почётная грамота Народного Хурала Республики Бурятия является поощрением за заслуги в развитии республиканского законодательства и парламентаризма, обеспечении прав и свобод граждан, укреплении демократии и конституционного строя Республики Бурятия, формировании и реализации экономической, социальной и национальной политики в Республике Бурятия, активное участие в деятельности органов государственной власти и органов местного самоуправления в Республике Бурятия. Почётной грамотой награждаются государственные служащие и другие граждане, организации за длительную и безупречную работу, высокие достижения в производственной, научно - исследовательской и иной деятельности, заслужившие широкую известность благодаря значительному вкладу в осуществление политики государства в одной из сфер деятельности. | Постановление Народного Хурала Республики Бурятия от 12 марта 2003 года № 251-III «О положении о Почётной грамоте Народного Хурала Республики Бурятия»                                                    |

### Памятные и юбилейные медали
| Изображение награды | Наименование награды                                                                        | Дата учреждения      | Правила награждения | Источник |
| ------------------- | ------------------------------------------------------------------------------------------- | -------------------- | --- | --- |
|                     | Памятная медаль «За участие в специальной военной операции. Благодарная Бурятия»            | 30 марта 2024 года   | Памятной медалью «За участие в специальной военной операции. Благодарная Бурятия» награждаются граждане Российской Федерации в знак признательности и благодарности Республики Бурятия участникам российского вторжения на Украину, проживающим в Республике Бурятия, за вклад в решение задач специальной военной операции, проявленные отвагу, честь и мужество. Награждение памятной медалью производится в соответствии с указом Главы Республики Бурятия по ходатайствам, подготовленным в установленном порядке органами государственной власти Республики Бурятия и органами местного самоуправления в Республике Бурятия, организациями и учреждениями Республики Бурятия. Вручение памятной медали производится в торжественной обстановке Главой Республики Бурятия или другим уполномоченным должностным лицом по его поручению. Памятная медаль не относится к государственным наградам Республики Бурятия. Памятная медаль носится на левой стороне груди, и при наличии других наград, располагается ниже государственных и ведомственных наград. Памятная медаль имеет порядковый номер. Памятная медаль и удостоверение к ней в случае смерти представленных к вручению лиц до вручения им памятной медали передаются для хранения родным и близким родственникам по заявлению одного из них. В этом случае заявителем представляются в Администрацию Главы Республики Бурятия и Правительства Республики Бурятия копии документов подтверждающих родство с награждённым. | Указ Главы Республики Бурятия от 30 марта 2024 года № 51 «Об учреждении памятной медали "За участие в специальной военной операции"» –––                                        |
|                     | Настольная медаль «300-летие присоединения Бурятии к России»                                | 1959 год             | Настольная юбилейная медаль «300-летие присоединения Бурятии к России» учреждена в 1959 году, в год 300 летнего юбилея вхождения Республики Бурятия в состав Российской Империи. Медаль изготовлена на Ленинградском монетном дворе из томпака. Диаметр медали 58,98 мм. Настольная медаль вручалась секретарями Бурятского обкома КПСС в торжественной обстановке. | О настольной медали «300-летие присоединения Бурятии к России» / каталог «Советский знак»                                                                                       |
|                     | Юбилейная медаль «350 лет добровольного вхождения Бурятии в состав Российского государства» | 1 октября 2010 года  | Юбилейной медалью «350 лет добровольного вхождения Бурятии в состав Российского государства» награждаются граждане за заслуги в развитии Республики Бурятия, большой вклад в укрепление дружбы народов, межнационального мира и согласия. Награждение юбилейной медалью производится указом Главы Республики Бурятия. Юбилейная медаль «350 лет добровольного вхождения Бурятии в состав Российского государства» носится на левой стороне груди и располагается после орденов. Повторное награждение юбилейной медалью не производится. | Указ Президента Республики Бурятия от 01 октября 2010 года № 107 «Об учреждении юбилейной медали «350 лет добровольного вхождения Бурятии в состав Российского государства» ––– |
|                     | Почётный нагрудный знак Республики Бурятия                                                  | 25 февраля 2011 года | Почётный нагрудный знак Республики Бурятия вручался участникам и гостям праздничных мероприятий, посвященных 350-летию добровольного вхождения Бурятии в состав Российского государства. Почётный нагрудный знак Республики Бурятия был учреждён трех видов: - «золотой» - за значительный вклад в развитие экономики республики в целом, рост благосостояния её жителей, повышение престижа и авторитета Республики Бурятия в Российской Федерации и за рубежом; - «серебряный» - за конкретный вклад, имеющий особое значение для различных сфер жизнедеятельности Республики Бурятия; - «бронзовый» - за многолетнее и плодотворное сотрудничество в различных сферах деятельности на благо Республики Бурятия. Вручение почётного нагрудного знака и удостоверения к нему производилось Главой Республики Бурятия или другими значимыми лицами по его поручению. | Указ Президента Республики Бурятия от 25 февраля 2011 года № 27 «Об учреждении Почётного нагрудного знака Республики Бурятия» –––                                               |
|                     | Юбилейная медаль «90 лет Республике Бурятия»                                                | 29 марта 2013 года   | Юбилейной медалью «90 лет Республике Бурятия» награждаются граждане за заслуги перед Республикой Бурятия, внёсшие вклад в её социально-экономическое развитие, в укрепление дружбы народов, межнационального мира и согласия. О награждении юбилейной медалью издаётся указ Главы Республики Бурятия. Юбилейная медаль носится на левой стороне груди и располагается после орденов. Повторное награждение юбилейной медалью не производится. | Указ Президента Республики Бурятия от 29 марта 2013 года № 70 «Об учреждении юбилейной медали «90 лет Республике Бурятия» –––                                                   |
|                     | Юбилейная медаль «100 лет Республике Бурятия»                                               | 24 мая 2023 года     | Юбилейная медаль «100 лет Республике Бурятия» учреждена в ознаменование 100-летия образования Республики Бурятия. Юбилейная медаль является мерой поощрения, которой могут быть удостоены граждане Российской Федерации, иностранные граждане, лица без гражданства: - обеспечившие своим трудом, государственной, общественно-политической, научной, образовательной, культурной, спортивной, благотворительной, волонтерской или иной деятельностью социально-экономическое развитие Республики; - внёсшие большой вклад в популяризацию и повышение авторитета Республики Бурятия, укрепление межнациональных и межконфессиональных связей, имеющие заслуги в развитии международных и межрегиональных связей. Юбилейная медаль не является государственной наградой Республики Бурятия. Юбилейная медаль носится на левой стороне груди, и при наличии других наград, располагается ниже государственных и ведомственных наград. | Указ Президента Республики Бурятия от 24 мая 2023 года № 97 «О юбилейной медали "100 лет Республике Бурятия"»                                                                   |

### Ведомственные награды
| Изображение награды | Наименование награды                                                                            | Дата учреждения      | Правила награждения | Источник |
| ------------------- | ----------------------------------------------------------------------------------------------- | -------------------- | --- | --- |
|                     | Медаль «За заслуги перед здравоохранением Республики Бурятия» I степени                         | 2016 год             | Медаль «За заслуги перед здравоохранением Республики Бурятия» является ведомственной наградой Министерства здравоохранения Республики Бурятия. Медалью награждаются работники системы здравоохранения Республики Бурятия, граждане Российской Федерации, иностранные граждане, ветераны в качестве признания их заслуг в области предупреждения болезней, повышения качества оказания медицинской помощи населению. Представители творческой интеллигенции за выдающиеся фундаментальные и прикладные научные исследования в области медицины, а также государственные, общественные и политические деятели, внесшие значительный личный вклад в развитие здравоохранения Республики Бурятия. Медаль имеет две степени в зависимости от величины заслуг награждаемого. Повторное награждение медалью одной и той же степени не допускается. | Приказ Министерства здравоохранения Республики Бурятия от 2016 года «О ведомственных наградах Министерства здравоохранения Республики Бурятия» –––                           |
|                     | Медаль «За заслуги перед здравоохранением Республики Бурятия» II степени                        | 2016 год             | См. «Правила награждения медалью «За заслуги перед здравоохранением Республики Бурятия» I степени». ––– | Приказ Министерства здравоохранения Республики Бурятия от 2016 года «О ведомственных наградах Министерства здравоохранения Республики Бурятия»                               |
|                     | Медаль «За значительный вклад в развитие образования Республики Бурятия»                        | 29 декабря 2016 года | Медаль «За значительный вклад в развитие образования Республики Бурятия» является ведомственной наградой Министерства образования и науки Республики Бурятия. Медалью награждаются работники системы образования и науки Республики Бурятия, граждане Российской Федерации, иностранные граждане, ветераны в качестве признания их заслуг: - в педагогической и воспитательной деятельности, обеспечивающей получение обучающимися и воспитанниками высоких результатов, глубоких знаний, развитие и совершенствование творческого потенциала; - в реализации проектов по вопросам обучения и воспитания детей; - в области управления и эффективной организации учебно-воспитательной деятельности; - в развитии и укреплении учебно-материальной базы образовательных учреждений; - в профессиональной деятельности, за многолетний добросовестный труд в области образования. Повторное награждение медалью одного и того же лица не допускается. | Приказ Министерства образования и науки Республики Бурятия от 29 декабря 2016 года № 1973 «О ведомственных наградах Министерства образования и науки Республики Бурятия» ––– |
|                     | Юбилейная медаль «90 лет органу Управления физической культурой и спортом в Республике Бурятия» | 8 апреля 2014 года   | Юбилейная медаль «90 лет органу Управления физической культурой и спортом в Республике Бурятия» – ведомственная юбилейная награда Республиканского агентства по физической культуре и спорту. Медалью награждались тренеры, спортсмены, работники физической культуры и спорта, наиболее отличившиеся в спортивной сфере по совершенствованию системы физического воспитания населения, массовой физической культуры и спорта, спорта высших достижений, укреплению материально-технической базы в сфере физической культуры и спорта, и иные лица, внесшие большой вклад в развитие физической культуры и спорта в Республике Бурятия. | Характеристики юбилейной медали «90 лет органу Управления физической культурой и спортом в Республике Бурятия» –––                                                           |
|                     | Грамоты Министерств и ведомств Республики Бурятия                                               | *                    | Грамоты Министерств и ведомств Республики Бурятия вручаются за заслуги в областях поднадзорных соответствующим Министерствам и ведомствам Республики Бурятия. | Положение «О Почётной грамоте Министерства образования и науки Республики Бурятия» (как пример)                                                                              |

### Общественные награды
| Изображение награды | Наименование награды                        | Дата учреждения | Правила награждения | Источник                                                              |
| ------------------- | ------------------------------------------- | --------------- | --- | --------------------------------------------------------------------- |
|                     | Медаль «За заслуги перед бурятским народом» | 2015 год        | Медаль «За заслуги перед бурятским народом» – общественная награда, учреждённая Всебурятской ассоциацией развития культуры (ВАРК). Медалью награждаются лица, принадлежащие к бурятской национальности, за особо выдающиеся заслуги перед народом Республики Бурятия, внесшие значительный личный вклад в развитие и приумножение культурного и духовного потенциала Республики Бурятия. | Информация о награждении медалью «За заслуги перед бурятским народом» |

## Награды города Улан-Удэ
| Изображение награды | Наименование награды                                     | Дата учреждения      | Правила награждения | Источник |
| ------------------- | -------------------------------------------------------- | -------------------- | --- | --- |
|                     | Звание «Почётный гражданин города Улан-Удэ»              | 20 июня 2013 года    | Звание «Почётный гражданин города Улан-Удэ» является высшим знаком признания заслуг гражданина перед городом и его жителями. Звание присваивается гражданам РФ и иностранным гражданам за: - достижения в государственной, производственной, научно-исследовательской, социально-культурной, общественной, благотворительной и иной деятельности, способствующей улучшению жизни населения города Улан-Удэ, социально-экономическому развитию города Улан-Удэ; - общепризнанный личный вклад в дело подготовки высококвалифицированных кадров, воспитание подрастающего поколения, духовное и нравственное развитие общества, достижения в спорте, отмеченные Олимпийской медалью, поддержание законности и правопорядка; - личное мужество и героизм, проявленные при исполнении служебного и гражданского долга на благо города Улан-Удэ и его жителей. Почётным гражданам города Улан-Удэ предоставляются права и льготы предусмотренные Положением о звании. | Положение о звании «Почётный гражданин города Улан-Удэ» и описание нагрудного знака к званию. Дата обращения: 26 июня 2016. Архивировано из оригинала 25 марта 2013 года. |
|                     | Почётный знак города Улан-Удэ «За заслуги перед городом» | 2013 год             | Почётный знак города Улан-Удэ «За заслуги перед городом» является знаком признания заслуг граждан, за существенный вклад в социально-экономическое, культурное развитие города, в развитие местного самоуправления, за заслуги и достижения в труде, активное участие в общественной и благотворительной деятельности на благо города и его жителей. Гражданам, удостоенным Почётного знака, Мэром города Улан-Удэ или лицом, уполномоченным Мэром, в торжественной обстановке вручается Почётный (нагрудный) знак и удостоверение установленного образца. | Положение о Почётном знаке города Улан-Удэ «За заслуги перед городом» –––                                                                                                 |
|                     | Юбилейная медаль «350 лет основания города Улан-Удэ»     | 27 августа 2015 года | Юбилейной медалью «350 лет основания города Улан-Удэ» награждаются граждане Российской Федерации и иностранные граждане: - за социально значимую общественную деятельность в городе Улан-Удэ, способствующую становлению гражданского общества; - за высокие результаты в развитии экономики, производства, науки, техники, культуры, искусства, образования, здравоохранения, спорта, охраны окружающей среды, законности, правопорядка и общественной безопасности города Улан-Удэ; - за благотворительную и иную деятельность, способствующую всестороннему развитию города Улан-Удэ, повышению его авторитета в Российской Федерации и за рубежом. | Решение Улан-Удэнского городского Совета депутатов от 27 августа 2015 года № 108-11 «Об учреждении юбилейной медали "350 лет основания города Улан-Удэ"» –––              |
|                     | Почётная грамота Администрации города Улан-Удэ           | 20 ноября 2008 года  | Почётная грамота Администрации города Улан-Удэ является одной из форм поощрения за заслуги, большой вклад в экономику, науку, культуру и искусство города, воспитание, просвещение, охрану здоровья, жизни и прав граждан, плодотворную общественную и благотворительную деятельность, высокий профессионализм, многолетний добросовестный труд, в том числе в связи с юбилейными датами и профессиональными праздниками. Почётной грамотой могут быть награждены граждане Российской Федерации, иностранные граждане, а также коллективы предприятий, учреждений, организаций всех форм собственности. Награждение Почётной грамотой производится на основании распоряжения Администрации города Улан-Удэ. Лица, награждённое Почётной грамотой, поощряются единовременным вознаграждением в сумме 1 оклада награждаемого за счет средств предприятия, организации, представивших ходатайство.                                                                  | Постановление Администрации города Улан-Удэ от 20 ноября 2008 года № 569 «Об учреждении Почётной грамоты Администрации города Улан-Удэ», вместе с Положением о ней        |